# Університетський коледж Дубліна (футбольний клуб)
Університетський коледж Дубліна (ірл. Cumann Peile Choláiste na hOllscoile, Baile Átha Cliath, англ. University College Dublin Association Football Club) — професіональний футбольний клуб з Дубліна. Заснований 1895 року як «Футбольний клуб медичної школи Католичного університету» (англ. Catholic University Medical School Football Club).

## Виступи в єврокубках
| Сезон   | Змагання                    | Раунд | Суперник     | Вдома | В гостях | Підсумок |
| ------- | --------------------------- | ----- | ------------ | ----- | -------- | -------- |
| 1984–85 | Кубок володарів кубків УЄФА | 1Р    | Евертон      | 0–0   | 0–1      | 0–1      |
| 2000    | Кубок Інтертото             | 1Р    | Вельбажд     | 3–3   | 0–0      | 3–3 (гв) |
| 2015–16 | Ліга Європи УЄФА            | 1К    | Ф91 Дюделанж | 1–0   | 1–2      | 2–2 (гв) |
| 2015–16 | Ліга Європи УЄФА            | 2К    | Слован       | –     | –        | –        |

Примітки
- 1Р: Перший раунд
- 1К: Перший кваліфікаційний раунд
- 2К: Другий кваліфікаційний раунд

## Титули і досягнення
- Володар Кубка Ірландії (1): 1983-84
- Володар Суперкубка Ірландії (1): 2000